# Гюльше, Амине
Амине Гюльше (тур. Amine Gülşe, 30 апреля 1993, Гётеборг) — шведско-турецкая актриса, модель и победительница конкурса красоты, родившаяся и выросшая в Швеции. Мисс Турция 2014, представлявшая свою страну на конкурсе Мисс мира 2014.

## Карьера актрисы.
Амине известна больше как модель. Но в 2015-2016 годах снималась в турецком телевизионном сериале под названием "Никогда не откажусь" и играла Нур Козан(ранее Демирак).

## Биография.
Мать Гюльше — уроженка турецкого города Измир, а её отец происходит из иракских туркмен. У Амине есть брат по имени Шахан Гюльше. Амине родилась и выросла в шведском Гётеборге.
В настоящее время она проживает в Стамбуле (Турция), где работает в качестве актрисы и модели.

## Конкурсы красоты
Амине Гюльше  выиграла конкурс Мисс Турция 2014. Мероприятие проходило на студии Star TV в Стамбуле 27 мая 2014 года. Через год она возложила корону Мисс Турции на голову своей преемнице Эджем Чыпран.
Гюльше соревновалась в конкурсе Мисс мира 2014, но не смогла выйти в его финальную часть.

## Личная жизнь
Гюльше замужем. Супруг - Месут Озиль, игрок "Фенербахче".

## Параметры.
Рост и вес.
| Рост | 173 см |
| Вес  | 54 кг  |

### Размеры одежды и обуви.
| Обхват груди        | 91 см |
| Талия               | 61 см |
| Бедра               | 94 см |
| Размер бюстгальтера | 90C   |
| Размер груди        | 3     |
| Размер одежды       | 34-36 |
| Размер (ноги) обуви | 39    |

## Внешность.
| Цвет волос        | Темно-каштановые |
| Цвет глаз         | Зеленые          |
| Национальность    | Туркменка        |
| Раса / народность | Европеоидная     |